# Kostel Božského Srdce Páně (Olomučany)
Kostel Božského Srdce Páně v Olomučanech je římskokatolický kostel zasvěcený Nejsvětějšímu Srdci Ježíšovu. Je filiálním kostelem farnosti Blansko.

## Historie

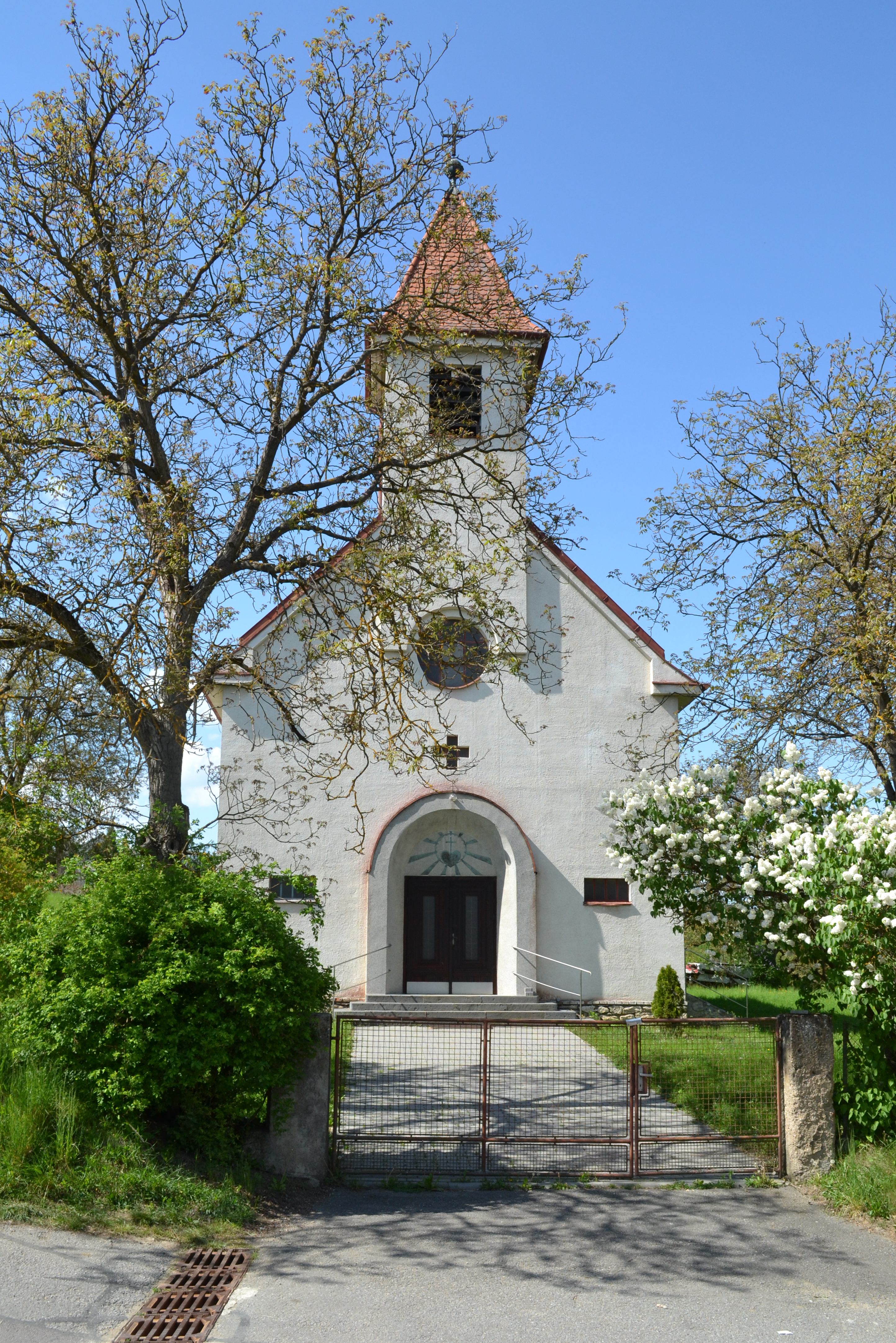
Pohled na kostel zepředu

První písemná zmínka o obci Olomučany je z roku 1353. Nálezy železářských pecí z doby Velkomoravské říše však dokazují, že vesnice byla osídlena již dávno předtím. Olomučany odedávna patřily pod farnost Blansko, ale vzdálenost do farního kostela dělala mnoha občanům potíže. Roku 1647 byla při blanenské faře založena matrika narozených též i z dědiny Holomaučany, a to farářem Bohuslavem Urbanem Křivanským.
Podle pamětníků se na stavbu kostela pomýšlelo už kolem roku 1850. Kníže Jan z Liechtensteina, který vlastnil okolní lesy, slévárnu, doly na rudu a hlinku, nabízel pomoc při stavbě kostela. Také hrabě Hugo Salm byl tehdy ochoten pomoci, přesto ke stavbě nedošlo. Kníže Liechtenstein tedy nechal postavit v letech 1855–1857 kostel sv. Barbory v Adamově.
Nové myšlenky o zbudování kostela v Olomučanech se ujal místní rodák Mons. František Kyzlink (nar. 1. 3. 1862). Ten po vysvěcení na kněze pokračoval ještě dva roky ve studiích v Jeruzalémě a pak působil jako dvorní kaplan ve Vídni. V Olomučanech hodlal postavit kostel a chudobinec. Podařilo se mu s dalšími nadšenci sesbírat dosti značnou sumu peněz, z jeho popudu byl v roce 1898 ustanoven v obci Kostelní výbor, který již téhož roku provedl sbírku, při které bylo vybráno 282 zl. S dalším příspěvkem bylo toho roku na fondu 421 zl. 12 kr., avšak předčasná smrt (16. 8. 1903) v Meirlingu u Vídně smělé plány zmařila. Myšlenku stavby podpořil na zasedání obecního zastupitelstva dne 9. 12. 1899 i zdejší učitel Karel Tůma, když podal návrh, aby byl založen v obci spolek sv. Martina, jehož účelem bude starost o hmotné potřeby na stavbu kostela.
V roce 1912 byla v Olomučanech založena Kostelní jednota pod patronací faráře Leopolda Kolíska. Zástupcem biskupské konzistoře byl jmenován P. Rudolf Křivý. Další práce však přerušila v roce 1914 světová válka a peníze byly dány na válečnou půjčku. Činnost Kostelní jednoty byla obnovena až v březnu 1928, a to především zásluhou blanenského kaplana P. Arnošta Králíka. Obětavý kněz dohodl s dr. Baschem a továrníkem Vilémem Julínkem nájem dvou místností v bývalé továrně pro kapli za nájemné 200 Kč ročně, které majitel poukazoval pro místní chudinskou pokladnu. V tomto roce byl vyroben dřevěný oltář za 10 500 Kčs a nad oltář byl  umístěn obraz sv. Martina. Kaple byla vysvěcená P. A. Králíkem 19. 8. 1928.
Prostor v kapli časem nestačil většímu počtu návštěvníků bohoslužeb, proto byl zakoupen od Karla Kadrmana pozemek o výměře 2000 m2 za 12 000 Kčs pro vystavění nového kostela. Snaha byla urychlena v roce 1937 náhlým havarijním stavem kaple.
Předseda Kostelní jednoty Josef Růžička a členové Karel Kadrman, Vladimír Maixner, František Štětina, Martin Houska, Josef Klimeš, Alois Svoboda, Eduard Rumler, sl. Schönová, Anna Kolmačková, Adolfína Daňková, Marie Kadrmanová a Matylda Klímová dále pokračovali v přípravách na stavbu kostela.

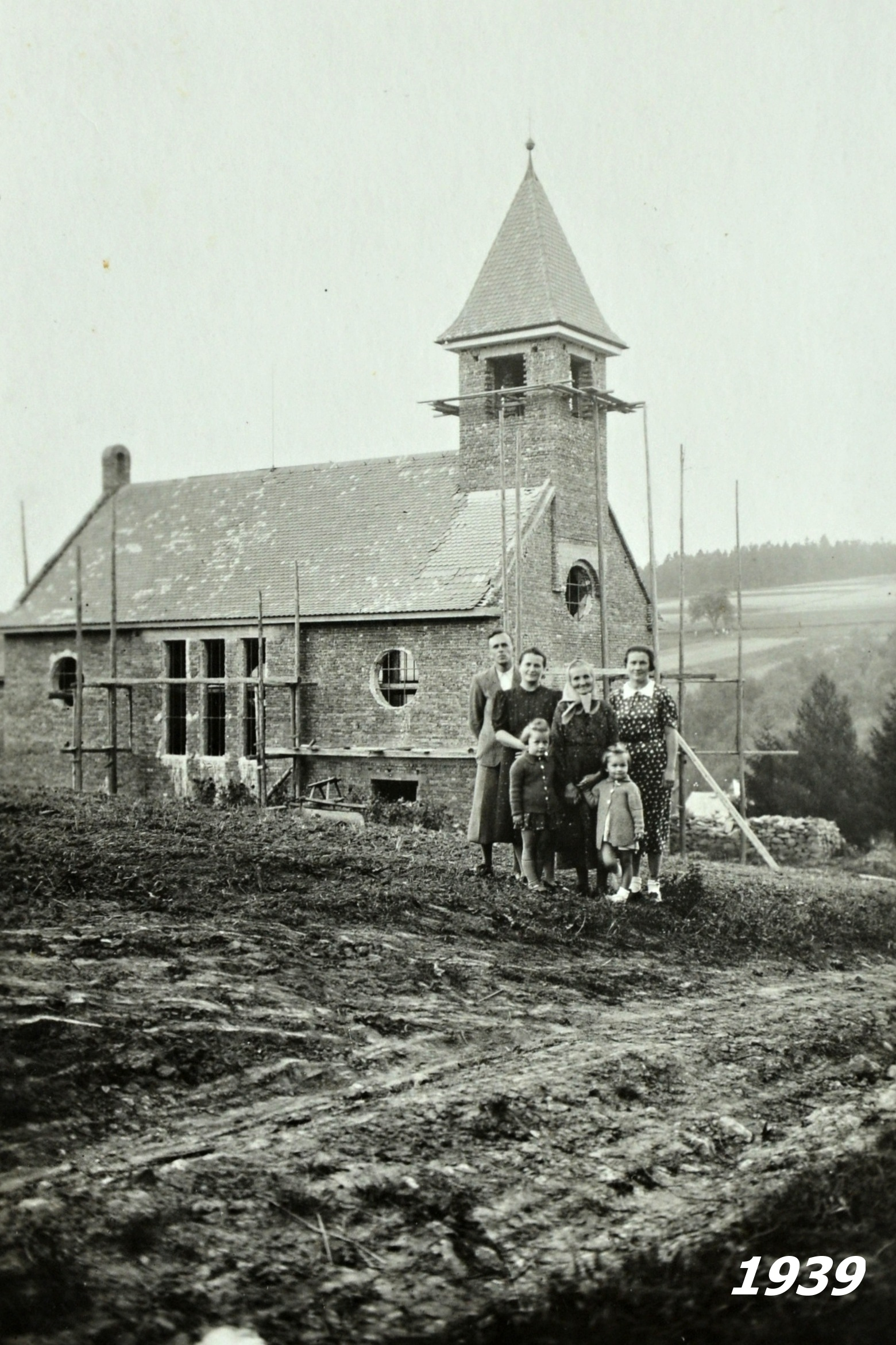
Stavba kostela

Nejprve byl předložen návrh od brněnského architekta, který však nebyl od vícero institucí považován za vhodný, a proto odmítnut. Podle návrhu architekta Stanislava Kučery z Brna a po zdlouhavých jednáních na  úřadech byl konečně 30. 4. 1939 posvěcen základní kámen. Svěcení provedl P. Arnošt Králík, tehdejší farář v Ostrově u Macochy. Ten kolem sebe soustředil desítky dobrovolníků, kteří pomáhali svou prací a vybíráním příspěvků nejen ve vesnici, ale i po celém okolí. Významnou pomoc finanční i organizační poskytl i lidovecký poslanec Josef Šamalík z Ostrova u Macochy. I přes počínající válečné údobí byl pod vedením místního stavitele Veselého kostel vystavěn. Práce stolařské prováděl František Kupka z Ostrova, klempířské Jan Kubový z Blanska, zámečnické Rudolf Krátký ze Sloupu, pokrývačské Jan Zouhar z Blanska a natěračské Karel Kocman z Olomučan. 

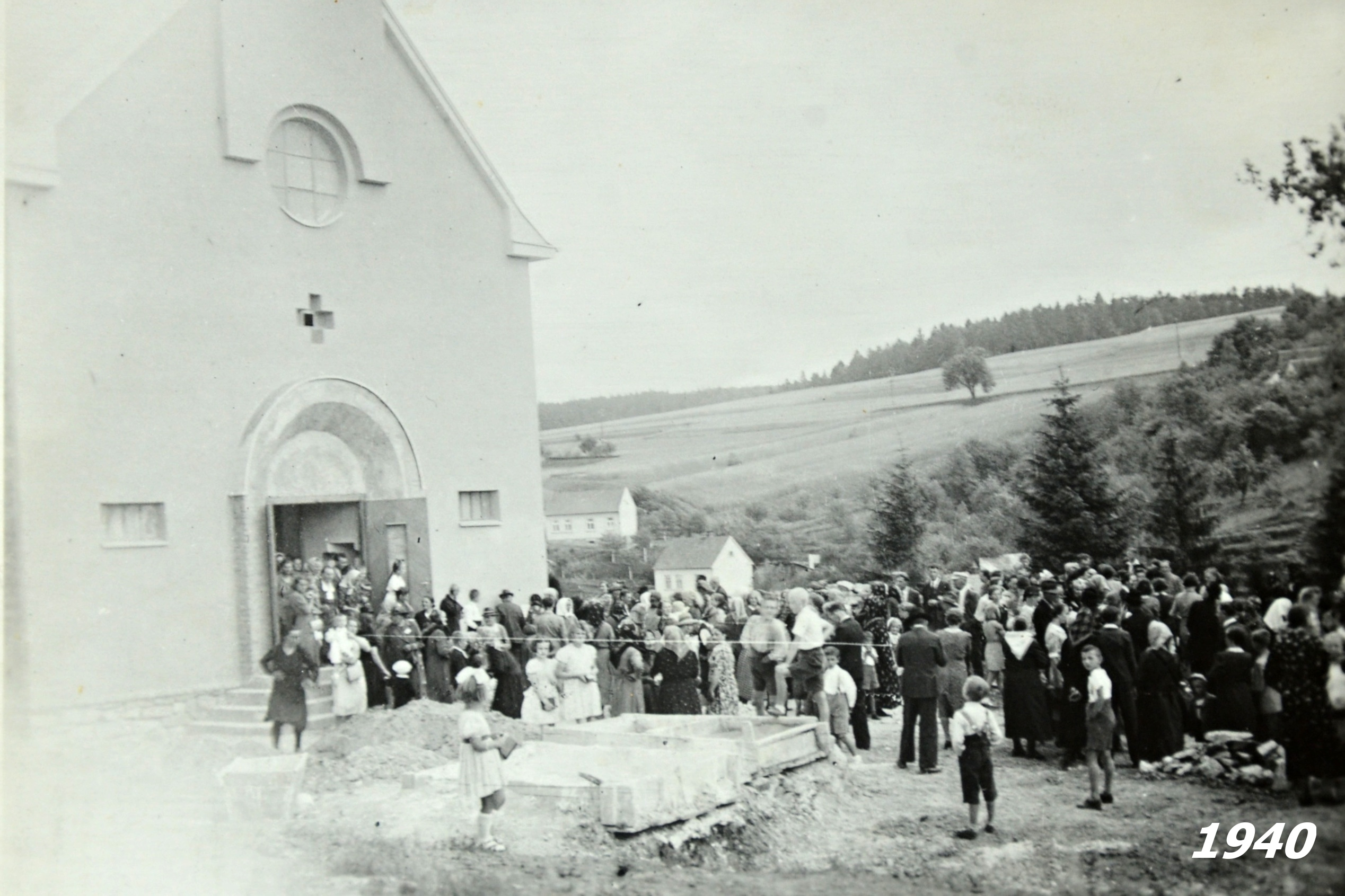
Svěcení kostela v Olomučanech (1940)

Dne 23. 6. 1940 byly při kostele vysvěceny a zavěšeny Antonínem Strakem dva ocelové zvony, které byly odlity r. 1918 pro kostel ve Višňové u Moravského Krumlova. Větší zvon o váze 350 kg má na obvodě nápis: „Svatý Jene Křtiteli, vypros v tento zlý čas nám pokoj a mír zas“. Menší zvon o váze 300 kg je s textem: „Svatý Michaeli, oroduj za nás od moru, hladu a války vysvoboď nás Pane“. Při této slavnosti bylo občany darováno 633 Kč. Celkové náklady na stavbu kostela činily 206 750 Kč. Členové Kostelní jednoty i jiní občané na stavbě odvedli dílo v odpočitatelné hodnotě 12 460 Kč.
Slavnostní svěcení nového filiálního kostela Božského Srdce Páně provedl se souhlasem faráře P. Leopolda Bureše 4. srpna 1940 ostrovský farář P. Arnošt Králík, který se o dílo nejvíce zasloužil. Obřadu se zúčastnila většina obyvatel obce a k tomu vyhrávala dechová hudba Františka Maixnera z Blanska, rodáka z Olomučan. V popředí hlavního oltáře, který byl přenesen z bývalé kaple, byla instalována socha Krista se symbolem Nejsvětějšího srdce Páně, kterou na vlastní náklady zakoupil P. Králík za 2 500 Kč. Pravý boční oltář byl zasvěcen P. Marii Sedmibolestné, levý pak sv. Martinu. Velký stropní mosazný lustr darovali bratři Baschové (židé). K darovaným starším varhanám na kůru pravidelně zasedal řídící učitel Emil Kučera.

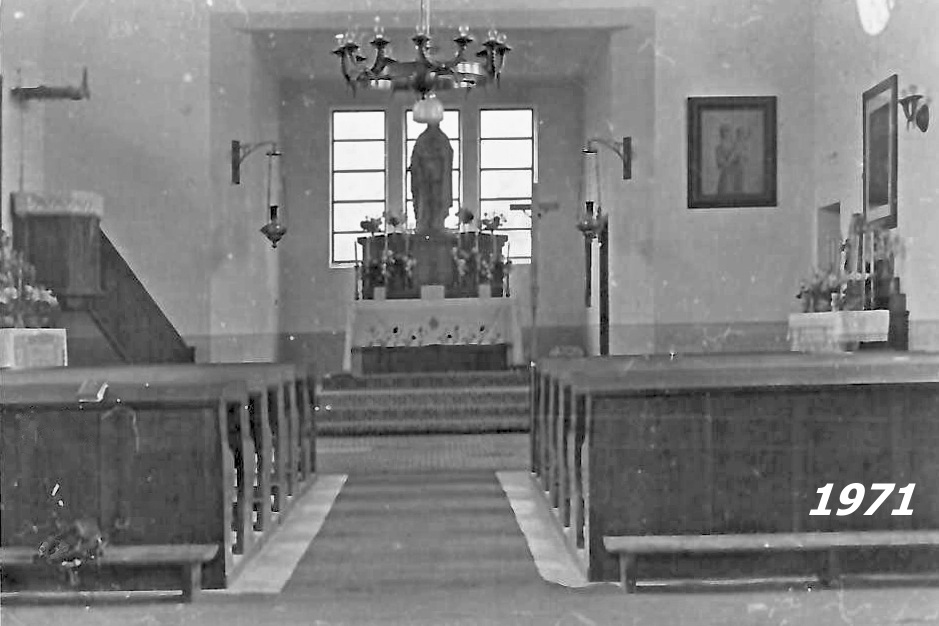
Interiér kostela v Olomučanech před liturgickou reformou 1971

Vzhledem k válečným událostem byly některé dokončovací práce přerušeny. Kostel byl po dobu války jediným místem, kde se lidé mohli scházet a navzájem povzbuzovat. Po skončení války opět pokračovaly úpravy interiéru kostela a oživil se náboženský život v obci. Zásluhu na tom měl i blanenský kaplan P. Alois Pekárek, který pomáhal skautskému oddílu a přednášel na veřejných besedách.

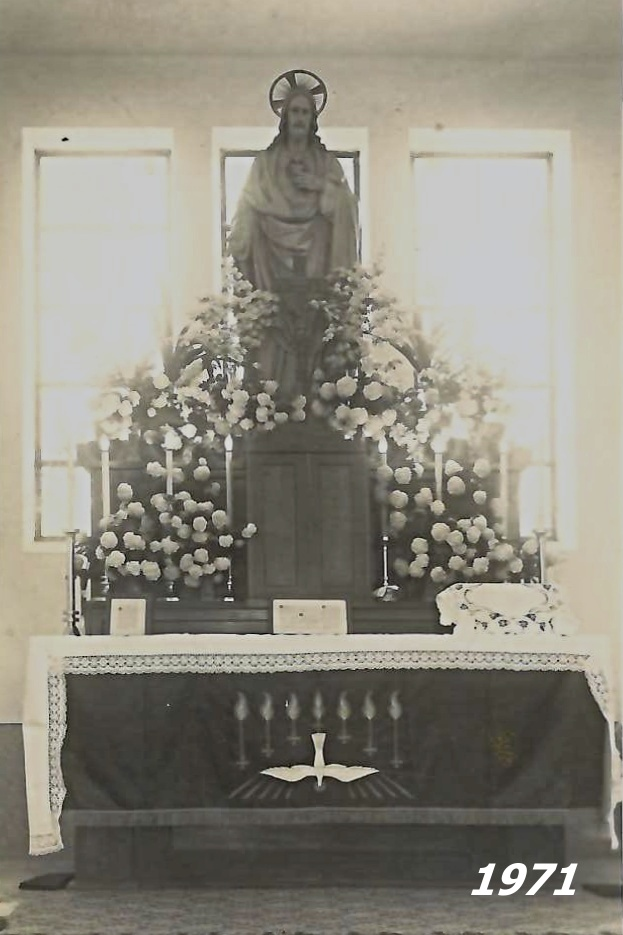
Starý oltář kostela v Olomučanech před liturgickou reformou 1971

Po roce 1948 činnost kolem kostela postupně upadala vlivem silné ateistické propagandy a úbytkem kněží. Bohoslužby se konaly pouze jednou za tři týdny. Až po roce 1968 farář P. Ludvík Gazda obnovil pravidelné sváteční bohoslužby a začal s dalšími úpravami kostela i jeho okolí. Generální opravu fasády a střechy zajistil v roce 1989 farář P. Josef Večeřa. Novou báň zhotovil místní klempíř Pavel Straka.
Ve vylepšování interiéru později pokračoval P. Vladimír Záleský. Pohled dovnitř kostela tak nabízí jednu zajímavost. Tou je obraz nad hlavním oltářem. Není to typický obraz jako v ostatních kostelích, ale je tvořen vitrážemi v okně. Na nich je znázorněno srdce, protože kostel je zasvěcen Nejsvětějšímu Srdci Ježíšovu. Vitráže navrhla akademická malířka Sabina Kratochvílová z Brna (1998–1999). Místo vitráží bývalo dříve jen okno a na oltáři stávala socha Božského Srdce Páně. Až koncem 20. století došlo k této změně a okno bylo upraveno do dnešní podoby. Paní Sabina Kratochvílová též namalovala nádhernou křížovou cestu, kterou posvětil opat Vít Tajovský.
Roku 2000 (farář Jiří Kaňa) bylo vyměněno hlavní schodiště do kostela (schodové stupně pocházejí z rekonstruovaného hlavního schodiště ve Křtinách). Za pomoci obce byla zpevněna příjezdová cesta ke kostelu (2001), dále zavedena voda a plyn (2003), přistavena sakristie a sociální zázemí (2008) a změněno vytápění kostela (2014). Původně se topilo uhlím v kamnech. V roce 2025 (farář Jaroslav Čupr) se podařilo kostel nově vymalovat a položit nové koberce.
Prvním kostelníkem byl František Štětina, kterému pomáhala Anna Kolmačková. Od roku 1944 byl kostelníkem po dobu více než 40 let Alois Svoboda, kterého na dalších 20 let vystřídali manželé Augustina a Jan Klímovi. Po nich se o kostel dále vzorně starají manželé Jiřina a Pavel Čípkovi s rodinou.

## Vybavení

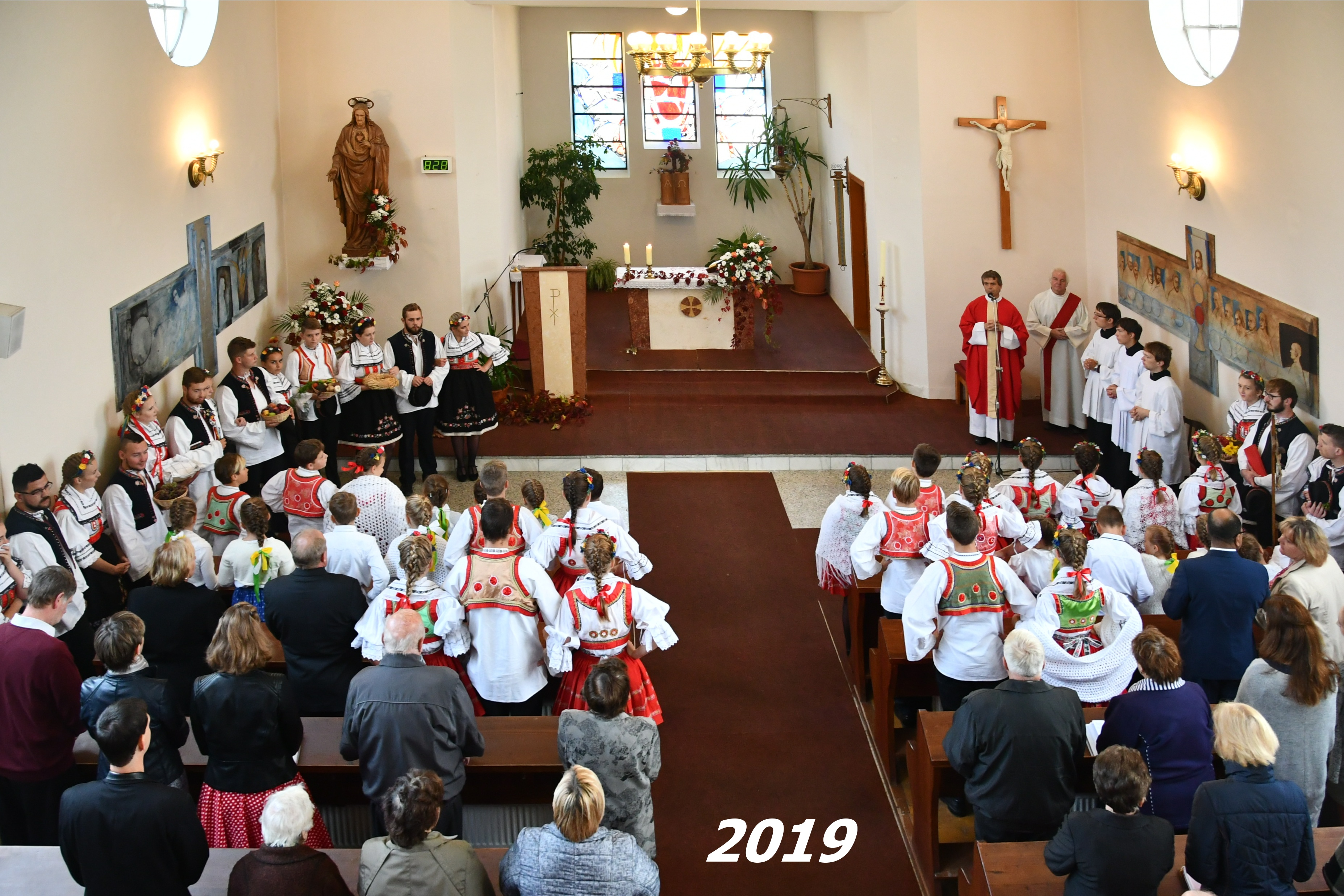
Slavení svatováclavských hodů v Olomučanech, interiér kostela

Ve věži jsou zavěšeny dva zvony, svatý Michael (300 kg) a svatý Jan Křtitel (350 kg), oba ulité roku 1918 v Brně. V kněžišti nad hlavním oltářem se nachází vitráž Božského Srdce Páně, kterou navrhla akad. malířka Sabina Kratochvílová koncem 20. století. Tatáž umělkyně v kostele vytvořila také malovanou křížovou cestu.